# 6829 Charmawidor
6829 Charmawidor è un asteroide della fascia principale. Scoperto nel 1991, presenta un'orbita caratterizzata da un semiasse maggiore pari a 2,8604074 UA e da un'eccentricità di 0,0701137, inclinata di 2,08957° rispetto all'eclittica.